# Rómeó és Júlia (anime)
A Rómeó és Júlia (ロミオ×ジュリエット; Romio to Dzsurietto; Hepburn: Romio to Jurietto; Romeo × Juliet) japán animesorozat, amely részben William Shakespeare Rómeó és Júlia című drámáján alapul, számos vonatkozással és átemelt szereplővel. Bár az anime többnyire Shakespeare művéből merít, a mangaadaptáció jelentősen eltér az eredeti műtől. A Rómeó és Júliát Japánban a CBC vetítette 2007. április 4-től 2007. szeptember 26-ig. 2009-ben a Funimation Entertainment licencelte és készítette el az angol nyelvű szinkronját. Magyarországon az Animax vetítette magyar szinkronnal 2009. október 23. és 2010. január 22. között.

## Cselekmény
Tizennégy év telt el azóta, hogy a lebegő kontinensen, Neo Veronában Leontes Montague és az emberei egy véres puccs során lemészárolták a Neo Veronát vezető Capulet-ház tagjait. Csak egy élte túl, Júlia, akit a Capuletekhez hű alattvalók egy csoportja mentett meg. Azóta Montague kemény kézzel uralkodik Neo Verona felett és minden ellenfelével keményen elbánik. A tizenhat éves Júlia egy maszkos jótevőnek, a „Vörös Forgószél”-nek öltözve harcol a Montague-k uralma ellen. Azonban a Montague-k Rózsabált tartanak, amelyen Júlia is részt vesz egy barátnője helyett, s ott találkozik Rómeóval, Leontes Montague fiával. Mindketten első látásra mélyen egymásba szeretnek.
Apjával ellentétben Rómeó kedves, szerény és szembeszáll apja kegyetlenségével, s számos eszményben osztozik Júliával. Szerencsétlenségükre a Capuletek hűségesei egy lázadást terveznek a Montague-ház megdöntésére, míg Montague mániákusan el kívánja pusztítani a Capulet-ház minden nyomát. A szerelmeseknek számos kihívást kell leküzdeniük, amely csak erősíti szerelmüket és közben Neo Verona egy ősi titkára lassan fény derül.

## Média megjelenések

### Anime
A Rómeó és Júliát Japánban a Chubu-Nippon Broadcasting vetítette Romeo × Juliet címmel 2007. április 4-től 2007. szeptember 26-ig. Ezt követően több televíziócsatorna is műsorára tűzte, mint a TBS, a KBS Kyōto és a SUN-TV. A 24 részes animesorozat a Gonzo és a SKY Perfect Well Think gyártásában és Oizaki Fumitosi rendezésében készült. A forgatókönyvet Josida Reiko írta, a zenét Szakimoto Hitosi szerezte és a Eminence Symphony Orchestra adta elő Josida Tomohiro zenei rendező felügyelete mellett. A sorozatban három témazene volt hallható, egy főcímdal és két zárófőcímdal. A főcímdal Lena Park Inori〜You Raise Me Up〜 (祈り〜You Raise Me Up〜)) című száma volt. A zárófőcím alatt az első 14 epizód esetén a 12012 Cyclone (サイクロン)) című száma, míg a 15-től a 23-ig terjedő részek alatt a Mizrock Good Bye, Yesterday című száma volt hallható. A 24. rész végén az Inori〜You Raise Me Up〜 angol nyelvű változata csendült fel. Az animét Észak-Amerikában a Funimation Entertainment licencelte és készítette el az angol nyelvű szinkronját. Észak-Amerikában a teljes sorozat két szettben került kiadásra. A sorozat első felét tartalmazó Romeo Collection 2009. június 23-án, míg a második felét tartalmazó Juliet Collection 2009. augusztus 11-én jelent meg.
Magyarországon a Animax vetítette 2009. október 23. és 2010. január 22. között vetítette magyar szinkronnal. Ugyanekkor kezdete sugározni az Animax Csehországban és Szlovákiában, a Rai 4 pedig Olaszországban.

### Manga
A Rómeó és Júliából mangaadaptáció is készült, a történetét az anime forgatókönyvírója, Josida Reiko írta. A Kadokawa Shoten Gekkan Aszuka sódzso mangamagazinjában jelent meg 2007. március 24-től. Észak-Amerikában a Yen Press vásárolta meg a kiadási jogokat, és 2010 júliusában jelentette meg.

### Rádió
Egy internetes rádiósorozat RomeJuli × Radio (ロミジュリ×レイディオ; Romidzsuri × Reidio; Hepburn: Romijuri × Reidio) címmel is futott a Cospa Onszen internetes rádiócsatornáján 2007. április 13-tól. A főszerepben a Júliát szinkronizáló Mizuszava Fumie és a Richelle hangját kölcsönző Macuki Mimi volt hallható.

### Zenei lemezek
A Rómeó és Júlia betétzenéi tartalmazó lemez 2009 februárjában jelent meg. Szakimoto Hitosi szerzeményeit tartalmazza, beleértve az anime nyitó és zárófőcímdalait.

## Fogadtatás

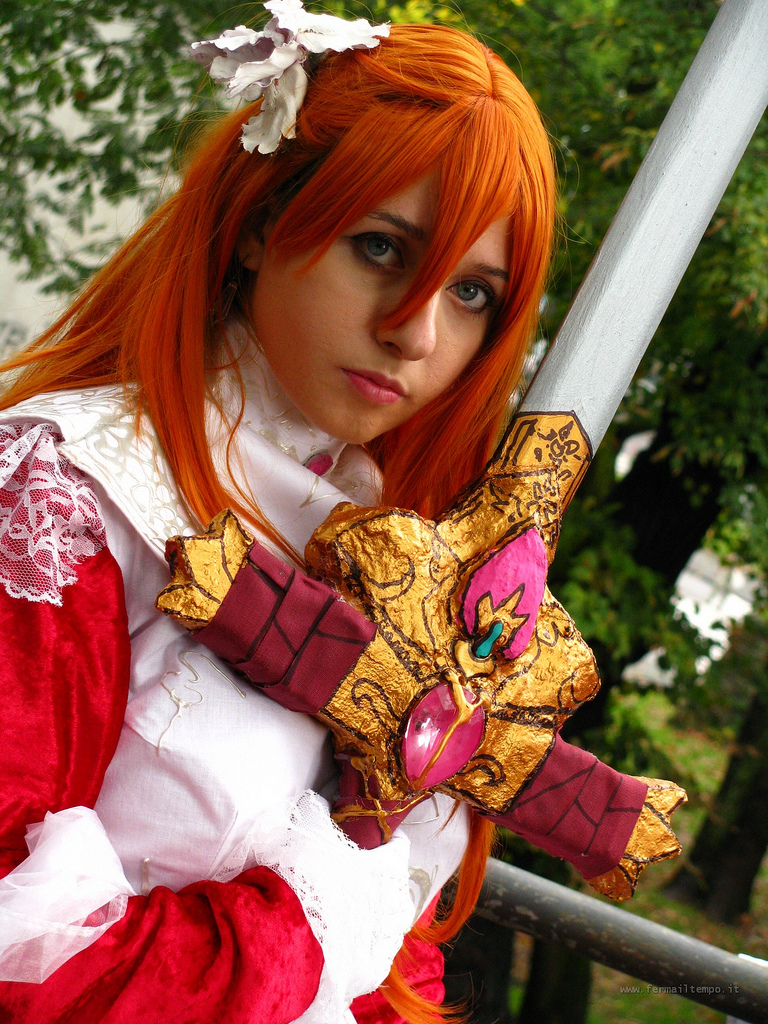
Júliát imitáló cosplayjelmezes

Theron Martin az Anime News Network kritikusa az első DVD szett kritikájában élvezte a sorozat zenéjét, azonban negatívan fogadta, hogy a történet túl sok ’utolsó pillanatban menekül meg’ jelenetet tartalmaz. Csalódottan tapasztalta, hogy a sorozat második felében egy hangulatbeli szakadás található, számos szereplő jellembeli változáson megy keresztül. Később azonban 2009 egyik legjobb animéjének választja, és dicsérte a Gonzót a sorozat összképének megtartásában és a „nagyszerű akciójelenetek” belefűzéséért. Bamboo Dong mind esztétikailag, mind elbeszélésében „egészen csodásnak” nevezte, és dicsérte a történet újrafelfedezését. Todd Douglass Jr. szerint a „szereplők, az animáció és a történet együtt egy élmény” és úgy érezte, hogy a szerelmes történet sem vált „túl giccsessé”. Douglass figyelmeztetett az eredeti műtől való eltérésre, és úgy vélte, hogy a fantasy elemek miatt nem fogja elnyerni mindenki tetszését, de összességében egy „nagyszerű sorozat”-nak nevezte.
Chris Beveridge a Mania Entertainmenttől megjegyezte, hogy Shakespeare más műveiből átvett szereplők tetszőek, de zavaróak is lehetnek a keményvonalas Rómeó és Júlia-rajongóknak, ennek ellenére élvezte az adaptációt, bár nem nevezné sem korszakalkotónak, sem kihívónak több Shakespeare-adaptációval ellentétben. Később megjegyezte, hogy az első részben még kevesebb a fantáziaelem, de a másodikban ez már jelentősen több, s élvezte az összpontosított elbeszélést, amelyet a fiatal készítő csapat tettrekészségének és lelkesedésének sajátít. Daryl Loomis a DVB Verdicttől élvezte a romantikus és akciódús elbeszélések közötti egyensúlyt az első részben, és „könnyű koszt”-ként jellemzi. Később összegzi, hogy „számos kisebb hibája ellenére jó”, de a tinédzser rajongók számára és „nem fogja a világot tűzbe hozni”. Míg az első részben számos Shakespeare-i elem fellelhető, addig a második részben a címén és hangulatán kívül elveszti a kapcsolatot az eredeti művel, majd egy „vad, logikátlan” végkifejletben végződik, amely sorozatot „kevésbé szerkesztetté” tette. Holly Ellingwood az ActiveAnime kritikusa „szokatlan” választásnak érezte a nyitó- és zárófőcímdalt, az egyik egy már korábban keletkezett dal, amelyet utólag adaptáltak, a másik pedig egy rockdal volt, amely érzése szerint kontrasztban állt az anime hangulatával és jellegével. Dicsérte az angol adaptációt, hogy régies nyelvezetet is tartalmaz és számos Shakespeare-i idézetet használ a japán szövegkönyv helyett.
Az 576 Konzol magyar kritikája pozitívan fogadta az animét, véleménye szerint a Fanal Fantasy XII zenéjét is komponáló Szakimoto Hitosi nyomán a játék kedvelői is „találnak fogódzkodót”, de a „romantikus lelkűek sem érzik magukat becsapva”, a hiteles adaptációkhoz ragaszkodóknak viszont „potenciális veszélyforrás”. A Mondo magazin szerint az anime inkább egy romantikus fantasy, mint egy szerelmi dráma és dicsérte a „látványos és jól megkomponált” animációt, kiemelve a „részletgazdag háttereket”. Dicsérte továbbá a főcímdalt, amelyet egy a „legjobb Céline Dion-hagyományokat követő, nagyívű pop-ária opening”-nek nevez. Negatívumként emeli ki, hogy a szerelmes jelenetek néhol erőtlenek, így nehezen érzi át a néző a fiatalok megpróbáltatásait, emellett a történet néhol akadozó, néhol gyors előrehaladását is kritikával illette.